# Крик: Хэллоуин
«Хэллоуин, Части 1 и 2» (англ. Halloween & Halloween II) — специальный двухчасовой эпизод американского телесериала «Крик». Эпизод поставил режиссёр Оз Скотт, сценарий первой части написал Брайан Сив, второй — Йохан О’Доннелл. Главные роли исполнили Уилла Фицджералд, Бекс Тейлор-Клаус, Джон Карна, Карлсон Янг и Сантьяго Сегура. Премьера состоялась 18 октября 2016 года, через два месяца после завершения второго сезона. Это финальный эпизод шоу-антологии телеканала «MTV», после чего права на сериал перешли каналу «VH1», выпустившему мини-сериал «Крик: Воскрешение».

## Сюжет

### Часть 1
Спустя 8 месяцев после ареста Кирана, неизвестный в костюме Брендона Джеймса убивает юношу и полицейского прямо в здании суда. Прошёл год после убийств, совершённых Пайпер, приближается праздник Хэллоуина, и выжившие подростки решают отвлечься от дурных мыслей и отправляются на отдыха на остров Шэллоу-Гроув (англ. Shallow Grove). Ставо и Ноа выпустили графический роман, и теперь вместе со своим редактором Джереми работают над новыми проектом — историей девушки по имени Анна Хоббс, которая жила на острове — много лет назад она убила свою семью и любовника матери, Реджинальд Уиттена.
На острове Эмма знакомится с Алексом Уиттеном — наследником Реджинальда, чья семья пользуется уважением в этих краях. Между молодыми людьми вспыхивает романтический интерес. Между тем, Ставо пытается вызывать ревность Брук, и начинает ухаживать за молодой женщиной по имени Билли. Но вскоре Билли и местного администратора Сида убивает некто, притворяющийся Анной Хоббс, а Джереми исчезает вскоре после вечеринки, которую устроили ребята. Вскоре Эмма находит тело Билли, и убийца голосом Брендона Джеймса говорит, что он будет преследовать её вечно.

### Часть 2
Друзья собираются сбежать с острова на лодке Алекса, но она исчезает. Помощи ждать не откуда — голову местного шерифа убийца подкидывает на порог особняка Уиттенов. Все уверены в том, что убийца — это Джереми. Кода он появляется в доме, Алекс запирает его в кладовой. Как бы там ни было, ему удаётся сбежать и найти фото Билли и настоящего Алекса. Становится понятно, что Алекс, который находится с группой ребят — самозванец. Его настоящее имя — Том Мартин. Вскоре Том убивает Джереми.
Ноа, Одри, Брук и Ставо находят секретный проход из особняка в домика Билли. Там Ноа понимает, что Анна и её семья стали жертвой нападения Реджинальда, и девушка убила мужчину в целях самозащиты. Том в костюме убийцы нападает на Эмму, но той удаётся его запереть. Тогда он снимает костюм и снова притворяется Алексом, усыпляя бдительность Эммы. Девушка находит тело настоящего Алекса и понимает, что Том — убийца. Юноша рассказывает, что его родители были убиты, а сам он — в прочем, как и Эмма — выживший. Когда он увидел Эмму в новостях, то решил, что убьёт каждого, кто встанет между ними. Том также говорит, что не убивал Кирана и не знает, кто это сделал. Эмма отвечает, что не любит Тома. Эмма пытается сбежать от Тома, и во время погони он падает с балкона и разбивается.
Спустя 5 месяцев, герои продолжают жизнь в Лейквуде. Ноа не даёт покоя один вопрос — кто же убил Кирана. В финальных сценах отец Эммы, Кевин, стоит на могиле Кирана, а неизвестный мужчина представляется именем Брендона Джеймса при заселении в отель.

## В ролях

### Основной состав
- Уилла Фицджералд — Эмма Дюваль
- Бекс Тейлор-Клаус — Одри Дженсен
- Джон Карна — Ноа Фостер
- Карлсон Янг — Брук Мэддокс
- Сантьяго Сегура — Густаво Акоста
- Трейси Миддендорф — Маргарет Дюваль

### Приглашённые звёзды
- Александер Калверт — Алекс Уиттен / Том Мартин / «Призрачное лицо»
- Майк Вон — «Призрачное лицо», голос
- Алекс Эзола — Джереми Блэр
- Зина Грей — Джина МакЛейн
- Стиви Линн Джонс — Анна Хоббс
- Линдсей ЛаВанчи — Билли Филд
- Том Эверетт Скотт — Кевин Дюваль
- Амадеус Серафини — Киран Уилкокс

## Музыка
В эпизоде звучали композиции:
- Two Door Cinema Club — «Bad Decisions»
- Safia — «Over You»
- The Futures League — «Can’t Hear»
- HalfNoise — «Know The Feeling»
- Company — «United States»
- Marks — «The Pretty Boys»
- Wave & Rome — «Strangers (Acoustic Version)»
- Aleatoire feat. Claire Ridgely — «Headrush»
- The Night Café — «Together»
- Syml — «Where’s My Love»
- Jon Bryant — «Light»

## Отсылки и упоминания
- Название обеих частей специального выпуска — отсылка к фильмам «Хэллоуин» и «Хэллоуин 2» режиссёра Джона Карпентера. Рабочее название — «Последний дом слева» (англ. The Last House On The Left), как и фильм 1972 года Уэса Крэйвена.

- В специальном выпуске чуть меньше смертей персонажей, чем во всём втором сезоне[2].

- Вдохновением для атмосферы эпизода стал роман «Десять негритят» Агаты Кристи и фильм «Я всё ещё знаю, что вы сделали прошлым летом»[2].

- Лэмпкин-Лейн, 45 (англ. 45 Lampkin Lane) — адрес пляжного домика; по этому же адресу находится дом убийцы Майкла Майерса из «Хэллоуина»[3].

- Двух новых персонажей, живущих на острове, зовут Сид и Билли — это отсылка к центральной паре фильма «Крик», Сидни Прескотт и Билли Лумису.

## Релиз

### Рейтинги
Премьера эпизода состоялась 18 октября 2016 года. Его рейтинг добрал до отметки 0,30. Это самый низкий показатель за всё время трансляции телесериала — для сравнения, рейтинг плотного эпизода составил 1.03, а финала сезона — 0.76. Премьера второго сезона показала результат 0.40, а финал сериала — 0.34.

### Критика
Трейс Турман с портала «Bloody Disgusting» написал: «„Хэллоуин“ работает как самостоятельная история, но он не является обязательной частью сюжета. „Крику“ не идёт на пользу, когда шоу отказывает чувство юмора, но в „Хэллоуине“ юмора достаточно. Происходящее в „Крике“ иногда кажется нарочито остроумным, но у спецвыпуска такой проблемы нет. Шутки смотрятся естественно и создают один из лучших моментов во всём сериале. Пережив две резни, герои становятся немного бесчувственны по отношению к происходящей вокруг жестокости. Они даже пытаются сосчитать, сколько раз каждый из них становился мишенью безумного убийцы. Здорово видеть, как сериал вновь становится „игривым“. „Хэллоуин“ развлекает на полную катушку — за это фанаты должны быть благодарны. Однако детективная составляющая — очень предсказуема и не создаёт должного напряжения».
Крис Скотт из «Observer» так охарактеризовал эпизод: «Если финал сезона не справился с этой задачей, то „Хэллоуин“ определённо сделает всю работу за него — а именно завершит историю и отправит это шоу, затевавшееся с самыми лучшими намерениями, на долгожданный покой». 
Молли Фриман из «ScreenRant» отметила, что «в самостоятельном эпизоде шоу нет таких интересных сюжетных линий или персонажей, как в первых двух сезонах „Крика“, он даёт шанс телевизионному сериалу рассказать историю в формате фильма-слэшера. Вероятно, именно этим эпизодом „Крик“ ближе всего подобрался по атмосфере к фильмам 80-х и 90-х, но его сложно назвать идеальным. В первую очередь, „Крик“ — это загадка с примесью жестокостью жанра „слэшер“. История Анны и Тома заканчивается довольно быстро; и хотя в серии много моментов, которыми смогут насладиться фанаты ужастиков, в целом эпизоду не хватает традиционного напряжения „Крика“».